# 全統模試
全統模試（ぜんとうもし）とは、主に大学受験対策として、大手予備校河合塾と株式会社全国進学情報センターが実施している模擬試験の総称のことである。1972年に開始された。正式名称は全国統一模擬試験（ぜんこくとういつもぎしけん）である。

## 沿革
- 1972年 - 河合塾としては初めてとなる全国統一模擬試験を実施[1]。
- 1974年 - 駒場校の開校を前にして、日本初の特定大模試である「東大入試オープン」を実施[1]。
- 1989年 - 大学共通第1次学力試験の廃止と大学入試センター試験の開始にあわせ、全統一次模試を廃止し、全統マーク模試を開始。
- 年不明 - 河合塾とZ会との提携を開始。
- 2019年
  - 4月 - 河合塾とZ会との提携が解消された為、「即応オープン」と「プレステージ」をそれぞれ河合塾独自の「入試オープン」と「プライムステージ」に変更。ブラウザ上で復習,成績確認が可能なソフトウェアである模試ナビ(河合塾 全統模試学習ナビゲーター)の運用を開始。
  - 6月9日 - 2021年から大学入試共通テストを開始することを踏まえ、高1生と高2生を対象に本校傘下の株式会社河合塾マナビスと共同で「大学入学共通テストトライアル」を初めて実施[2][3]。
- 2020年
  - 4月 - COVID-19感染拡大の影響により、同年5月に一般向けに実施予定であった第1回全統共通テスト模試、第1回全統記述模試、プライムステージ、第1回全統高2模試、第1回全統高1模試の中止が決まった[4]。また、代替手段として、一般受験生向けには中止となった試験を自宅受験し、解答を返送する「特別受験サービス」が行われた[5]。

## 模試の種類
2021年度実施分より、共通テスト模試（マーク式）と全統模試（記述式）については紙媒体での返却は一切なく、「模試ナビ」で成績資料データで確認することとなる。但し、特定大模試（〇〇大入試オープン）は従来通り、個人成績資料および答案用紙は紙媒体による返却となる。

### 高3・高卒生対象
全統共通テスト模試
- 大学入学共通テストやマークシート形式の私大入試対策の模試である。試験科目は英語（リーディング、リスニング）、数学（I、Ⅰ・A、Ⅱ、Ⅱ・B）、国語、理科（物理基礎、化学基礎、生物基礎、地学基礎、物理、化学、生物、地学）、地理・歴史（地理B、日本史B、世界史B）、公民（現代社会、倫理、政治・経済、倫理・政治・経済）の中からの選択制である。日本史A、世界史A、地理Aは受験不可能。例年では4月下旬、7月下旬、10月下旬の3回が行われる。

全統プレ共通テスト
- 大学入試共通テスト対策の模試である。試験科目は全統共通テスト模試に加え、日本史A、世界史A、地理Aも受験可能。例年では11月下旬に行われる。

全統記述模試
- 国公立大二次試験・私大入試（記述・論述式問題）対策の模試である。試験科目は英語、数学（Ⅰ・A・Ⅱ・B・Ⅲ）、国語（現代文・古文・漢文）、理科（物理基礎、化学基礎、生物基礎、地学基礎、物理、化学、生物、地学）、地理・歴史（地理B、日本史B、世界史B）、公民（倫理、政治・経済）の中からの選択制である。例年では5月中旬、8月下旬、10月中旬の3回が行われる。

オープン
- 「特定大オープン模試」とも呼ばれる[6]、大学別の入試形式及び傾向対策の模試である。試験科目は国公立前期日程試験及び私立大学の入試時のそれぞれの学部・学科・系のものが直接反映されている[7]。
- 下記のうち、東大、京大、名大は、年2回開催であり、第1回は8月上旬、第2回は10月下旬 - 11月上旬に実施される。それ以外は年1回、10月 - 11月上旬に実施される。

- 東大入試オープン
- 京大入試オープン
- 名大入試オープン
- 北大入試オープン
- 東北大入試オープン
- 東工大入試オープン
- 一橋大入試オープン
- 阪大入試オープン
- 神大入試オープン
- 九大入試オープン
- 早慶レベル模試

プライムステージ
- 難関大学志望者向けの模試。試験科目は英語、数学（Ⅰ・A・Ⅱ・B・Ⅲ）、国語（現代文・古文・漢文）,理科（物理、化学、生物）、地理・歴史（地理B、日本史B、世界史B）の中からの選択制である。例年では4月に行われる[8]。

### 高2生対象
全統高2模試
- 例年では5月下旬、8月下旬、10月下旬の3回が行われる。形式は全統記述模試と同様だが、科目は英語、数学、国語（現代文・古文・漢文）の3教科のみである。

全統記述高2模試
- 例年では1月下旬に行われる。形式は全統記述模試と同様であり、科目は英語、数学（Ⅰ・A・Ⅱ・B）、国語（現代文・古文・漢文）以外に、理科（物理基礎、化学基礎、生物基礎、地学基礎、物理、化学、生物）、地理・歴史（地理B、日本史B、世界史B）、公民（倫理、政治・経済）が追加されたものの中からの選択制である[9]。

全統共通テスト高2模試
- 例年では1月下旬に行われる。試験科目は全統共通テスト模試と同様である[10]。

高2プライムステージ
- 難関大学志望者向けの模試。試験科目は英語、数学（Ⅰ・A・Ⅱ・B）、国語（現代文・古文・漢文）、理科（物理、化学、生物）、地理・歴史（地理B、日本史B、世界史B）の中からの選択制である。例年では10月に行われる[11]。

### 高1生対象
全統高1模試
- 例年では5月下旬、8月下旬、10月下旬、1月下旬の4回が行われる。形式は全統記述模試と同様だが、科目は英語、数学、国語（現代文・古文・漢文）の3教科のみである。

高1プライムステージ
- 難関大学志望者向けの模試。試験科目は英語、数学（Ⅰ・A・Ⅱ）、国語（現代文・古文・漢文）の3教科である。例年では10月中旬に行われる[12]。

### 廃止された模試
全統一次模試
- 大学共通第1次学力試験の廃止に伴い、「全統マーク模試」に名称が変更、形式の一部を引き継ぐ形で消滅した[13]。

全統マーク模試・全統センター試験プレテスト・全統マーク高2模試
- 大学入試センター試験の廃止に伴いそれぞれ「全統共通テスト模試」「全統プレ共通テスト」「全統共通テスト高2模試」に名称が変更、形式の一部を引き継ぐ形でそれぞれ消滅した[13]。

全統論文模試
- 国公立大・私立大・短大の一般入試における論述型試験（小論文など）対策の模試であった。例年では9月下旬 - 10月上旬に行われていた。

プレステージ
- Z会との共催模試の一つとして高3・高卒生向けに、例年4月頃に開催されていた。Z会との提携解消により消滅し、現在は河合塾単体で「プライムステージ」が実施されている[14]。

高2プレステージ
- Z会との共催模試の一つとして、例年10月頃に開催されていた。高2生向けの模試としては珍しく理科（物理、化学、生物）、地理・歴史（地理B、日本史B、世界史B）の試験があった。Z会との提携解消により消滅し、現在は河合塾単体で「高2プライムステージ」が実施されている。

高1プレステージ
- Z会との共催模試の一つとして、例年10月頃に開催されていた。試験科目は英語、数学、国語の3教科のみであった。Z会との提携解消により消滅し、現在は河合塾単体で「高1プライムステージ」が実施されている。

即応オープン（東大即応オープン・京大即応オープン・阪大即応オープン）
- Z会との共催模試として現在の「オープン」とほぼ同じ日程で行われていた。Z会との提携解消によって消滅し、現在は河合塾単体で「オープン」が実施されている[13]。

全統難関15私大模試
- 難関私立大学15校の入試対策の模試として扱われており、例年では7月中旬と10月に行われていたと考えられる[13]。開始時期は不明だが、2000年を以て廃止したと言われている。

全統私大・短大模試
- 中堅私立大学・短大入試対策の模試として扱われており、例年では7月中旬と10月に行われていた。開始・消滅時期は不明[13]。

全統私大模試
- 「全統難関15私大模試」と「全統私大・短大模試」を統合し、私大入試対策に焦点が置かれた模試と考えられる。少なくとも2013年以降は実施されていない。

全統医進模試
- 国公立大医学部医学科二次試験、上位私大医学部医学科の入試対策の模試である。例年では11月中に行われていた。この模試では面接は行わない為、科目試験のみで判定を出す。しかし、この模試の科目試験は英語、数学（Ⅰ・A・Ⅱ・B・Ⅲ）、理科（物理、化学、生物）からの選択制であり、国語は課さないため、東京大・京都大・名古屋大等の個別学力検査で国語が課される大学は国語を除いた得点で合格可能性判定が為されていた[15][16]。2021年度実施分に関しては、ラインアップから外れている。

第1回 東北大入試オープン
- 2020年度実施分まで、夏休みに第1回、秋に第2回、と年2回開催されていた。ところが2021年度実施分では、例年第1回に相当する時期での開催ではラインアップから外れており、第2回に相当する時期で年1回のみの開催となっている。これに伴い、「東北大入試オープン」に名称が変更された。

広大入試オープン
- 2020年度実施分まで、秋に1回開催されていた。ところが2021年度実施分では、ラインアップから外れている。

## トライアル・関関同立大入試プレステージ
正確には全統模試ではないイベントであるが、河合塾では「実際に答案採点または集計して統計を取る」公開型のテストゼミも実施している。
大学入学共通テストトライアル
- 10月に実施。高1・高2生対象。河合塾と河合塾マナビスとの共催。試験科目は英語、数学、国語の3教科である。

関関同立大入試プレステージ
- 毎年河合塾近畿地区が独自に実施するイベントである。科目は英語、国語、地歴公民が中心で、数学、理科の選択は出来ない[17][18]。
  - 関西大学入試プレステージ
  - 関西学院大学入試プレステージ
  - 同志社大学入試プレステージ
  - 立命館大学入試プレステージ

トライアル
- 2月に実施される。
  - 東工大トライアル（数学のみ実施）
  - 一橋大トライアル（英語、数学のみ実施）

## 関連書籍
2020年現在でも一部の模試の過去問は河合出版より問題集として発売され、市販されている。
- 記述総合問題集 - 全統記述模試の過去問を収録した問題集であった。河合出版になって以降は発売されていないと思われる。なお、正式な書名は「(発売年度)記述総合問題集(試験科目名)」であった。
- マーク式総合問題集 - 全統マーク模試の過去問及びセンター試験を収録した問題集である。収録方法が科目によって異なるので注意すること。なお、正式な書名は「(発売年度)マーク式総合問題集(科目名)」である[20]。販売している科目は、英語,国語,日本史B,世界史B,地理B,現代社会,倫理,政治・経済,「倫理,政治・経済」,数学Ⅰ・A,数学Ⅱ・B,物理基礎,化学基礎,生物基礎,地学基礎,「化学基礎,生物基礎」,「化学基礎,地学基礎」物理,化学,生物,地学である。大学入試センター試験の廃止、及び大学入学共通テストの実施開始に伴い、「総合共通テスト問題集」と改称された。
- 入試攻略問題集 - 特定大オープン模試の過去問を掲載したものである。2020年現在は東京大学,京都大学向けの英語,数学,国語,理科,地歴を、名古屋大学,広島大学,九州大学向けの英語,数学を販売している。なお、名古屋大学,広島大学,九州大学向けの国語,理科,地歴の問題集や北海道大学,東北大学,東京工業大学,一橋大学,大阪大学,早稲田大学,慶應義塾大学向けの全受験科目の問題集は2020年現在もなお未発売若しくは発売見合せとなっている。

## その他
- 「全統模試」は河合塾による登録商標（商標登録番号日本第3061161号）である。
- 受験の申込みはオンラインのほか、場合によっては所属高校や塾などを通して行われる。
- 特定大オープン模試においての成績優秀者は答案返却時に冊子に氏名を掲載することが出来る。
- 同じ模試であっても、地域によって開催日の異なる場合がある。
- 模擬試験の実施会場は、全国の河合塾校舎や大学・公共施設が利用される。